# Calvert P. Benedict
Calvert Potter Benedict (* 26. Mai 1924 in West Point, New York; † 21. Februar 2011 in McLean, Virginia) war ein Generalmajor der United States Army. Er war unter anderem Kommandeur der 1. Infanteriedivision und Kommandant des Amerikanischen Sektors von Berlin.

## Leben
Calvert Benedict war ein Sohn von Major Charles Calvert Benedict Sr (1891–1925) und dessen Frau Dorothy Potter (1889–1979). Der Vater war Offizier beim Army Air Service und kam kurz vor dem ersten Geburtstag des Sohnes am 7. Mai 1925 ums Leben. Im Jahr 1946 schloss Benedict die United States Military Academy in West Point. Nach seinem Abschluss ging er als Leutnant zur Infanterie.
Seine Offizierslaufbahn folgte dem üblichen Turnus aus regelmäßig wechselnden Dienstposten und Dienstorten und umfasste neben Truppenverwendungen auch mehrere Stabsverwendungen. Zwischen 1964 und 1967 war er Dozent für Militärgeschichte in West Point. Daran schloss sich eine Verwendung als Bataillonskommandeur in der 1. Infanteriedivision an, welches er während eines Einsatzes im Vietnamkrieg führte. Für diesen Einsatz wurde Benedict mit mehreren Orden ausgezeichnet. Nach anderen Verwendungen war er 1973 und 1974 stellvertretender Kommandant des United States Army War College. Zwischen Mai 1976 und Mai 1978 kommandierte er die 1. Infanteriedivision, die in Fort Riley in Kansas stationiert ist. Die 3. Brigade der Division war zu dieser Zeit als vorgeschobener Gefechtsverband in Deutschland stationiert.
Nach seiner Zeit als Divisionskommandeur wurde Calvert Benedict nach Berlin versetzt. Dort war er zwischen Juni 1978 und Juli 1981 amerikanischer Stadtkommandant, bevor er in den Ruhestand versetzt wurde.

## Späte Jahre
Nach seiner Pensionierung war Benedict Geschäftsführer (executive director) des Knollwood Nursing Home, einer Betreuungsanstalt für Veteranen in Washington, D.C. Er war seit 1947 verheiratet und hatte fünf Kinder. Calvert P. Benedict verstarb am 21. Februar 2011 und wurde auf dem West Point Cemetery beigesetzt.

## Orden und Auszeichnungen
Calvert Benedict erhielt im Lauf seiner militärischen Laufbahn unter anderem folgende Auszeichnungen:
- Distinguished Service Cross
- Army Distinguished Service Medal
- Silver Star
- Legion of Merit
- Distinguished Flying Cross
- American Defense Service Medal
- Meritorious Service Medal